# Enfrentamiento en Putis de 2023
El 4 de septiembre de 2023 se dio un enfrentamiento en Putis entre el Militarizado Partido Comunista del Perú (MPCP) y las fuerzas del orden, luego de que los subversivos del MPCP intentaran recuperar el cargamento de droga que se les fue decomisado previamente. En el enfrentamiento fallecieron 4 miembros del ejército y 2 terroristas, además de reportarse 3 policías y 4 civiles heridos. El cargamento de droga terminó siendo decomisado.

## Acontecimientos
El 4 de septiembre del 2023 se desarrollaba un operativo de control territorial contra el narcotráfico en Putis, ubicada en la zona del VRAEM. El operativo se dio tras recibir reportes de inteligencia de un transporte de cargamento de droga en la zona. En dicho operativo fue intervenida una camioneta roja que transportaba droga. Para evitar que los efectivos del orden decomisaran la droga, los terroristas pertenecientes al Militarizado Partido Comunista del Perú (MPCP) atacaron a los efectivos del orden.
El enfrentamiento resultó en la muerte de 4 miembros del ejército, además de resultar heridos 3 policías y 4 civiles. También se informó de la muerte de 2 terroristas. Uno de los terroristas muertos era el "Camarada Guido", señalado como el encargado de la seguridad de los transportistas de droga entre Llochegua y Huamanga. Los heridos fueron trasladados al hospital de Huanta. Se logró el decomiso de más de media tonelada de clorhidrato de cocaína que era transportada en la camioneta roja.

## Reacciones
El alcalde distrital de Putis, Rogelio Cusichi expresó que «El Ejército está tratando de pacificar la zona, pero Sendero Luminoso sigue dando temor y miedo a Putis. El trayecto de Putis que conduce a Santillán es un camino que nadie controla (...) Putis ya no cuenta con seguridad ni de la Policía Nacional ni del Ejército.»
El pleno del Congreso de la República del Perú interpeló el 13 de septiembre del mismo año al ministro de Defensa Jorge Chávez Cresta por las irregularidades del gobierno ante la muerte de los militantes en los enfrentamientos del 4 de septiembre.